# A hullarabló
A hullarabló 
vagy A testrabló (eredeti címe The Body Snatcher) egy 1945-ben bemutatott fekete-fehér amerikai horrorfilm, Boris Karloff főszereplésével, Robert Louis Stevenson hasonló című, 1884-ben megjelent regénye alapján.

## Cselekmény
Dr MacFarlane egy orvosi iskola vezetője Edinburgh-ban. Előadásaihoz holttesteket kell boncolnia, amit azonban az akkori skót törvények tiltanak. Az eszelős Mr Gray szolgáltatásait veszi igénybe, aki elmondása szerint a temetőből ássa ki a testeket, de valójában gyilkol értük...

## Szereplők
| Szerep                                    | Színész                          |
| ----------------------------------------- | -------------------------------- |
| John Gray kocsis, testrabló               | Boris Karloff                    |
| Joseph, iskolai pedellus                  | Lugosi Béla                      |
| Dr. Wolfe „Toddy” MacFarlane              | Henry Daniell                    |
| Donald Fettes medikus hallgató            | Russell Wade                     |
| Mrs. Marsh, Georgina anyja                | Paula Corday (Rita Corday néven) |
| Georgina Marsh, Dr. MacFarlane betege     | Sharyn Moffett                   |
| Meg Cameron, Dr. MacFarlane házvezetőnője | Edith Atwater                    |
| utcai énekeslány                          | Donna Lee                        |